# Volare - La grande storia di Domenico Modugno
Volare - La grande storia di Domenico Modugno è una miniserie televisiva italiana di due puntate, diretta da Riccardo Milani e prodotta da Rai Fiction. La fiction racconta la storia del cantautore pugliese Domenico Modugno, interpretato da Giuseppe Fiorello. La fiction è andata in onda il 18 e 19 febbraio 2013 su Rai 1.
La fiction è stata presentata ufficialmente al pubblico dall'attore protagonista Giuseppe Fiorello, in occasione della seconda serata della 63ª edizione del Festival di Sanremo, dove l'attore era ospite. Il film ha vinto il premio regia televisiva 2013 come miglior fiction.

## Trama

### Prima puntata
Tramite una serie di flashback, l'ormai affermato cantante Domenico Modugno (Giuseppe Fiorello), racconta gli inizi della sua carriera alla platea di un suo concerto versiliese. Fin da giovane, Mimmo, come viene da tutti chiamato, ha il sogno di diventare un attore, ma nel suo paese d'origine, Polignano a Mare, non ha nessuna speranza di sbocco. Si fa allora prestare 60.000 lire da suo cugino e si trasferisce a Roma, per frequentare il centro di cinematografia e tentare la carriera d'attore. Al secondo anno conosce Franca Gandolfi (Kasia Smutniak), di cui finisce per innamorarsi, e alcuni amici che lo accompagnano anche fuori dall'accademia.
Durante una comparsata per un film di guerra, Domenico passa per caso davanti a una saletta di proiezione, in cui Vittorio De Sica (Michele Placido) sta guardando alcune scene del suo film Miracolo a Milano. Avendo sognato di incontrarlo fin da piccolo, Modugno lo aspetta all'uscita ma non fa in tempo a fermarlo ed il regista sale in macchina e si allontana. Riesce però a scoprire il suo indirizzo e va a bussare alla sua porta, per cercare di convincerlo a concedergli una parte in qualche suo film. De Sica lo dirige da un suo amico che potrebbe avere del lavoro per lui, ma anziché nel cinema, Domenico finisce a lavorare in radio. In un provino per una trasmissione radiofonica viene però scartato, perché scrive solo canzoni in dialetto meridionale. Poco tempo dopo viene contattato dalla RAI per cantare un brano in siciliano in onore delle origini meridionali di Frank Sinatra, a cui la rete ammiraglia sta dedicando una puntata.
Grazie alla radio comincia a lavorare sempre più spesso, conduce anche una trasmissione musicale che parla d'amore, accompagnato da Franca, con cui lega sempre di più. In alcune serate intrattiene musicalmente anche diversi membri altolocati della buona società, e in un'occasione conosce il principe Raimondo Lanza di Trabia. Mentre Franca diventa sempre più famosa grazie al teatro, Modugno cerca nuovamente di inserirsi nel mondo della recitazione, per stare più vicino a lei. Ma alla fine di uno spettacolo, mentre si trova in camerino in compagnia di una ragazza, Domenico viene scoperto da Franca che era venuta a trovarlo in segreto dietro le quinte. Franca, ferita, scappa a Messina, sua città natale, ma Modugno corre a riconquistarla, fanno pace, e insieme vanno ad intrattenere il pubblico di un piccolo paesino pugliese. In questo modo Domenico ha modo di mostrare Polignano, suo paese natale, e  San Pietro Vernotico, a Franca, ed insieme, sul mare, vivono un meraviglioso tramonto.

### Seconda puntata
Una volta tornati a Roma, Domenico e Franca decidono di andare a vivere insieme e si sposano in Campidoglio. Durante la convivenza cominciano i primi diverbi, complice lo stress per la carriera che non accenna a decollare, e dopo l'ennesima lite, Franca decide di allontanarsi. Per decantare il suo amore e riconquistare Franca, Domenico scrive "Resta cu'mme", che ha un discreto successo. Le cose cominciano ad andare di nuovo bene e le note di "La donna riccia" vengono incise nel primo 45 giri di Domenico Modugno per la RCA, con la quale ha appena firmato un contratto. Il grande successo però non si decide ad arrivare. Intanto, l'improvviso suicidio del principe Lanza scuote la città, e Domenico, interpretando il suo gesto come la disperata ricerca di una libertà sempre cercata e mai ottenuta, trae ispirazione per la canzone Vecchio frac; suonandola a Franca, in una piazzetta di notte, viene anche apprezzato e incoraggiato dall'attrice Anna Magnani che passava casualmente in macchina nei pressi della piazza.
Sempre per caso, durante una passeggiata in centro, Modugno incontra il suo vecchio amico Franco Migliacci, disegnatore, con cui comincia a collaborare per scrivere una canzone, per partecipare come autori al Festival di Sanremo. La giusta ispirazione arriva a Migliacci a seguito di una sbornia, grazie ad un bizzarro sogno di voli fantasiosi e sensazioni di libertà. Comincia così a scrivere un abbozzo che fa vedere all'amico Domenico, che dopo un iniziale tentennamento, dimostra di apprezzare. Vengono cambiate alcune parole, aggiustate le strofe e creata la musica, ne esce così fuori un brano che parla di sogni che svaniscono e di realtà d'amore: nasce Nel blu dipinto di blu. I due autori portano il pezzo a Sanremo, ma nessuno è disposto a cantare la canzone perché considerata troppo all'avanguardia. Il manager Giuseppe Gramitto propone a Modugno di fare lui stesso da interprete, e dopo molte esitazioni, Domenico accetta portando dentro anche un giovane Johnny Dorelli, che aveva conosciuto durante un concerto in Canada. Gramitto è così poco fiducioso sulla riuscita della canzone che fa una scommessa: se la canzone supererà la selezione vincendo il Festival, lui camminerà in giro per Sanremo in mutande. È il 1958, e la prima serata del Festival accoglie Domenico Modugno, in camicia bianca e giacca azzurra. La canzone, considerata una sconfitta in partenza per gli addetti ai lavori, si dimostra ben presto apprezzata dal pubblico in sala, mentre i televisori di tutta Italia mostrano il suo più importante esordio. La canzone passa la selezione e viene ammessa alla seconda serata, mentre vengono già stampate 5 000 copie di vinile da mettere in vendita. Prima di andare al turno successivo della competizione, Franca annuncia al marito di aspettare un figlio. Felice per la notizia, Modugno partecipa sereno alla serata finale e si ritrova inaspettatamente vittorioso; mentre Domenico, Franca, Migliacci e Dorelli festeggiano attorniati dalla gente dietro le quinte, Gramitto, dovendo onorare la scommessa, se ne va in giro in mutande, ma soddisfatto.
A questo punto si torna al presente e Modugno, ancora sul palco a raccontare la sua carriera a un pubblico sempre più interessato, ringrazia tutti e racconta un ultimo aneddoto : il ritorno al paese natio e il saldo del debito fatto anni prima con il cugino, al quale regala una Fiat Seicento.
Nella scena finale si vede Modugno su un taxi americano, durante un suo tour oltreoceano. Tutte le stazioni ricevute dall'autoradio mandano in onda le note di "Nel blu dipinto di blu", con grande incredulità e disappunto del tassista.

## Ascolti TV
| Episodio nº | Messa in onda    | Telespettatori | Share  |
| ----------- | ---------------- | -------------- | ------ |
| 1           | 18 febbraio 2013 | 10.099.000     | 34,21% |
| 2           | 19 febbraio 2013 | 11.385.000     | 38,98% |

## Produzione
La miniserie è una coproduzione tra Cosmo Production S.r.l., Rai Fiction, Europroduzione S.r.l. e il sostegno di Apulia Film Commission. La post-produzione è stata effettuata da Reset VFX S.r.l..

### Riprese
La miniserie è stata girata a Roma, Polignano a Mare, Bitonto, Pilone, San Pietro Vernotico e Montalbano.